# 保安州 (河北省)
保安州（ほあんしゅう）は、中国にかつて存在した州。元代から民国初年にかけて、現在の河北省張家口市南東部に設置された。

## 概要
822年（長慶2年）、唐により永興県に新州が置かれた。新州は河北道に属し、永興・礬山・竜門・懐安の4県を管轄した。
924年（同光2年）、後唐により新州は威塞軍と改められた。
936年（天顕11年）、遼により威塞軍は奉聖州と改められた。奉聖州は西京道に属し、永興・礬山・望雲・竜門の4県を管轄した。
1209年（大安元年）、金により奉聖州は徳興府に昇格した。徳興府は西京路に属し、徳興・礬山・嬀川・縉山・望雲・竜門の6県を管轄した。
1266年（至元3年）、元により徳興府は奉聖州に降格した。1337年（後至元3年）、奉聖州は保安州と改称された。保安州は宣徳府に属し、永興県1県を管轄した。
1368年（洪武元年）、明により保安州は廃止された。1404年（永楽2年）、保安衛が置かれた。1415年（永楽13年）、保安衛に保安州が置かれた。1420年（永楽18年）、保安州は直隷州に昇格した。保安直隷州は北直隷に属した。
清のとき、保安州は宣化府に属し、属県を持たない散州となった。
1912年、中華民国により保安州は廃止され、保安県と改められた。1916年、保安県は涿鹿県と改称された。